# Muhanga
Muhanga (antigament Gitarama, reanomenada en 2006) és una ciutat de Ruanda, al districte de Muhanga, a la Província del Sud. La ciutat es troba a 1.812 metres sobre el nivell del mar. A la ciutat hi ha la Catedral de Notre-Dame-de-l'Immaculée-Conception de Kabgayi.
Encara que oficialment forma part de la província del sud, Muhanga està geogràficament al centre de Ruanda, aproximadament a 45 km per carretera al sud-oest de Kigali, la capital de Ruanda i la ciutat més gran. Aquesta ubicació es troba aproximadament a 85 km al nord de Kibeho, al districte de Nyaruguru, el districte més meridional de la Província del Sud. La capital de la província del Sud Nyanza es troba a 40 per carretera, directament al sud de Muhanga.

## Població
El cens nacional de 2002 manifestava que la població de la ciutat era de 84.669 habitants. En 2004 la població de Gitarama era estimada en 87,613 persones.

## Història
L'abril del 1994 els Interahamwe massacraren els tutsis (de sis mil a trenta mil segons les fonts) refugiats a Kabgayi (localitat dependent del municipi) abans de l'arribada del Front Patriòtic Ruandès. Al maig de 1994, va ser el torn dels soldats del Front Patriòtic Ruandès d'arribar a la comuna. S'empararen de Kabgayi el 2 de juny.
Una minoria d'ancians i malalts no abandonaren llurs domicilis, i molts foren exterminats.
Part de la població s'exilià i va anar cap a Nyabikenke. Aquesta multitud de fugitius està infiltrada per elements del FPR.
Doscient cinquanta persones foren massacrades a Cyeza. Els cossos de descomposició foren enterrats sota la supervisió del llavors regidor d'àrea, Charles Ndereyimana. Va ser arrestat, però després fou alliberat.

## Personatge il·lustres
- Godeliève Mukasarasi